# Liste des personnages de Spirou
 (août 2019).
Si vous disposez d'ouvrages ou d'articles de référence ou si vous connaissez des sites web de qualité traitant du thème abordé ici, merci de compléter l'article en donnant les références utiles à sa vérifiabilité et en les liant à la section « Notes et références ».

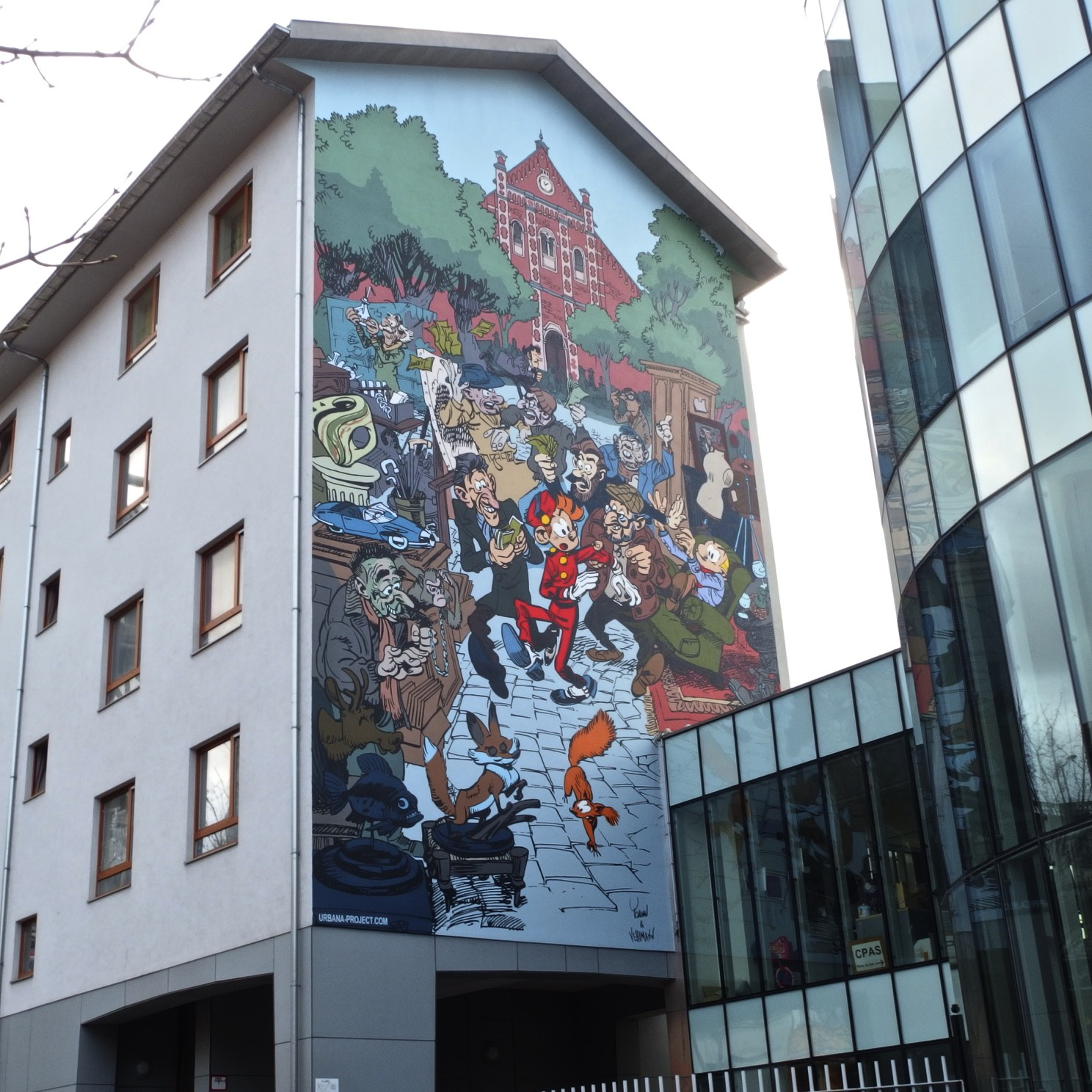
Personnages Spirou, Rue Notre-Dame de Grâce (Parcours bande dessinée), Bruxelles, Belgique

La liste des personnages de Spirou regroupe les personnages présents dans les séries de bande dessinée mettant en scène Spirou, à savoir Spirou et Fantasio, Le Petit Spirou et Une Aventure de Spirou et Fantasio par .... Elle se limite aux personnages qui apparaissent dans au moins deux albums (à l'exclusion des histoires en deux parties comme Kodo le tyran-Des haricots partout).
Les personnages principaux sont : Spirou, Fantasio, Spip, le comte de Champignac et le marsupilami. Les personnages les plus récurrents, comme le maire de Champignac, ou les plus marquants, comme Zorglub, font l'objet d'articles à part.
De nombreux personnages de la période Tome et Janry ont connu une extension de leur rôle dans les séries animées Spirou, puis Spirou et Fantasio. On compte parmi eux Basile de Koch, homme d'affaires véreux et principal antagoniste dans Virus, qui est réutilisé plusieurs fois dans la série. Ensuite, le Faussaire (La Jeunesse de Spirou) et Von Schnabbel (Vito la Déveine) sont à diverses occasions les acolytes de Vito Cortizone (le Faussaire est appelé dans la série Raspoutnikoff). L'androïde Cyanure et son créateur, l'ancien chef de gare champignacien Caténaire (Qui arrêtera Cyanure ?) réapparaissent à plusieurs reprises dans la série animée. Le personnage de Cyanure est également le méchant principal des jeux vidéo Spirou et La panique mécanique. Enfin, Aurélien de Champignac, neveu du comte présent dans deux albums de Tome et Janry, tient un rôle plus important dans la série animée et son compagnon, le Snouffelaire, apparaît aussi dans le jeu vidéo. Noé (Bravo les Brothers, Joyeuses Pâques, Papa!) réapparaît à plusieurs reprises, comme Zabaglione, dans la série Marsupilami. Tanzafio, oncle de Fantasio et de Zantafio, est cité (son nom n'est cependant pas mentionné) dans Spirou et les Héritiers, où il est censé être mort et où ses deux neveux se disputent son héritage. Dans L'Homme qui ne voulait pas mourir, Tanzafio s'avère être toujours vivant, grâce à une eau de jouvence dont il a découvert le secret.
- Haut – A
- B
- C
- D
- E
- F
- G
- H
- I
- J
- K
- L
- M
- N
- O
- P
- Q
- R
- S
- T
- U
- V
- W
- X
- Y
- Z

## A

### Abdaka Abraka
Personnage créé par Jijé en 1949 dans Comme une mouche au plafond.

Abdaka Abraka est un magicien qui a le pouvoir de faire léviter les gens.

### Adolf
Adolf est créé par Franquin en 1966 dans QRN sur Bretzelburg.

Adolf est un gros-bras qui assiste le docteur Kilikil.

### Alexander
Alexander est créé par Nic Broca et Raoul Cauvin en 1981 dans La Ceinture du grand froid.

Le « commandant » Alexander et son adjoint Kalloway, deux mercenaires plutôt malchanceux, apparaissent dans les trois albums de Nic et Cauvin, La Ceinture du grand froid, La Boîte noire et Les Faiseurs de silence, dont ils sont les méchants principaux. Ils travaillent pour un chef mystérieux, dont on ne voit jamais le visage.

### Alexandre
Alexandre est créé par Franquin en 1961 dans Le Prisonnier du Bouddha.

Alexandre est un agent secret.

### Althopfen
Personnage créé par Franquin en 1966 dans QRN sur Bretzelburg.

Althopfen tient une taverne à Krollstadt, la capitale du Bretzelburg.

### L'Ankou
L'Ankou est un personnage du folklore breton utilisé pour la première fois par Fournier en 1976 dans L'Ankou.

Personnification de la mort en Basse-Bretagne, l'Ankou s'inquiète de l'implantation d'une « usine de mort » (centrale nucléaire) dans sa région.

### Charles Atan
Charles Atan est créé par Fournier en 1971 dans L'Abbaye truquée.

Charles Atan est le no 1 de l'organisation criminelle Le Triangle.

### Retros Athanas
Retros Athanas est créé par Fournier en 1976 dans L'Ankou.

Retros Athanas est un magicien spécialiste de la lévitation.

## B

### Sété Bagaré
Sété Bagaré est créé par Fournier en 1973 dans Le Gri-gri du Niokolo-Koba.

Sété Bagaré travaille comme réceptionniste au bureau d'Air Afrique. Il accompagne Spirou et Fantasio au Sénégal et les aide à trouver Mansa Moussa, le propriétaire du gri-gri.

### Badman
Badman est créé par Franquin en 1956 dans Le gorille a bonne mine.

Administrateur d'une contrée reculée de la jungle congolaise. Il est le guide de Spirou et Fantasio lors de leur périple à travers la forêt tropicale. Il abuse un peu du whisky.

### Balasco
L'Inspecteur Balasco est créé par Yves Chaland en 1982 dans Cœur d'acier.

L'Inspecteur Balasco est un policier congolais qui enquête sur un trafic de diamants.

### Jules Bambois
L'agent Bambois (Jules) est créé par Franquin en 1969 dans Panade à Champignac.

Agent de police

### Reg Couguar Bangbingson
Reg Couguar Bangbingson est créé par Franquin en 1951 dans Il y a un sorcier à Champignac.

Reg Couguar Bangbingson est un champion de boxe qui sera mis au tapis d'un seul coup de poing par le comte de Champignac.

Ce personnage est inspiré de Sugar Ray Robinson.

### Baptistin
Baptistin est créé par Franquin en 1964 dans Spirou et les Hommes-bulles.

Baptistin est garagiste.

### Bertrand Le Bûcheron
Bertrand Le Bûcheron est créé par Franquin en 1958 dans La Foire aux gangsters.

Bertrand Le Bûcheron est un boxeur de foire.

### Bicard de Bonate
Bicard de Bonate est créé par Jean-Claude Fournier en 1969 dans Le Faiseur d'or.

Bicard de Bonate est un chimiste qui participe à un débat sur le livre de Nicolas Flamel.

### Le Biologiste
Le Biologiste, dont le nom n'est jamais révélé, apparaît dans Le Voyageur du Mésozoïque.

On le retrouve dans La Peur au bout du fil (court récit publié dans l'album Le Voyageur du Mésozoïque), La Voix sans maître et il fait une courte apparition dans l'album Le Rayon noir. Le biologiste et ses amis Schwarz et Black apparaissent également dans Le Groom de Sniper Alley. Le personnage revient dans la série Le Spirou de… où il apparaît brièvement dans Les Géants pétrifiés, puis joue un rôle important dans Les Marais du temps. Enfin, le Biologiste et son ami Schwarz apparaissent à nouveau dans Le Patient A, le tome 2 de la série Champignac où ils sont forcés de travailler pour l'Allemagne nazie. Dans cet album, le personnage reçoit le nom de "Bruynseelke". Le Biologiste fait aussi une brève apparition dans le tome 3 Quelques atomes de carbone.

### Black
Black est créé par Franquin en 1954 dans Le Dictateur et le champignon.

Black est un ami savant de Champignac. On le retrouve avec ses amis scientifiques dans Le Voyageur du Mésozoïque et Le Groom de Sniper Alley. Il a également un rôle important dans les deux premiers tomes de la série Champignac : Enigma et le Le Patient A. Enfin, il apparait également brièvement dans le tome 3 Quelques atomes de carbone.

### Ora Bobo
Ora Bobo est créé par Fournier en 1972 dans Tora Torapa.

Ora Bobo est conducteur de cars sur l'île Papa Lapavu.

### Boris
Boris est créé par Franquin en 1961 dans Le Prisonnier du Bouddha.

Boris est un agent secret.

### Boris (2)
Boris est créé par Nic Broca et Raoul Cauvin en 1981 dans La Ceinture du grand froid.

Boris est un scientifique idéaliste qui auparavant œuvrait pour la destruction du monde.

### Bocongo
Bocongo est créé par Yves Chaland en 1982 dans Cœur d'acier.

Bocongo est l'ancien serviteur de Georges Léopold.

### Bosco
Bosco est créé par Yves Chaland en 1982 dans Cœur d'acier.

Bosco est un ami pilote que Fantasio a connu à l'école primaire.

### Bouchard
Bouchard est créé par Émile Bravo en 2008 dans Le Journal d'un ingénu.

Bouchard est un journaliste politique du Moustique.

### Boumboum
Le Docteur Boumboum est créé par Jean-Claude Fournier en 1970 dans Du glucose pour Noémie.

Le Docteur Boumboum est le numéro 5 de l'organisation criminelle Triangle spécialisé dans les explosifs. Il sera rétrogradé numéro 8.

### Ladislas de Bretzelburg
Ladislas de Bretzelburg est créé par Franquin en 1966 dans QRN sur Bretzelburg.

Ladislas de Bretzelburg est le Roi du Bretzelburg. Son autorité a été usurpée par le général Schmetterling, le vrai maître du pays. Ladislas est maintenu par ce dernier en état de dépression permanente avec des médicaments qui brouillent son esprit. Dans des moments de lucidité celui-ci envoie des appels au secours aux radioamateurs.

### Poppy Bronco
Poppy Bronco est un mercenaire, créé par Yoann et Fabien Vehlmann, dans La Face cachée du Z.

Mercenaire au visage buriné, il est au service de Zorglub. Projeté dans l'espace à la fin de l'album, il échappe inexplicablement à la mort et réapparaît dans Le Groom de Sniper Alley. Les auteurs brisent volontiers à son sujet le « quatrième mur », en le présentant comme un personnage de bande dessinée, héros de sa propre série, dont la renommée égalerait celle de Spirou et Fantasio : ses apparitions sont accompagnées de multiples notes de bas de page, qui renvoient à des albums imaginaires - aux titres plus ou moins loufoques - censés narrer ses aventures.

### Bring M. Backalive
Bring M. Backalive est un chasseur qui tente de capturer le marsupilami ; il est inspiré de Frank, chasseur de fauves. Son nom est un jeu de mots avec l'expression anglaise : bring him back alive (ramenez le vivant).

### Jules Bonnepâte
Jules Bonnepâte est créé par Franquin en 1964 dans Les Petits Formats.

Jules Bonnepâte est un vendeur de beignets aux Halles de Saint-Julien

### Buzec
Buzec est créé par Émile Bravo en 2008 dans Le Journal d'un ingénu.

Buzec est un diplomate polonais chargé de négocier la paix avec Von Glaubitz.

### Bwoga
L'Inspecteur Bwoga est créé par Yves Chaland en 1982 dans Cœur d'acier.

L'Inspecteur Bwoga est un policier congolais qui enquête sur un trafic de diamants.

## C

### Jerry Can
Jerry Can est créé par Franquin en 1960 dans Le Voyageur du Mésozoïque.

Jerry Can est le patron de la plus grosse usine d'Europe de corned beef et de crabe en boîte.

### Raulo Calvino
Raulo Calvino est créé par Tome et Janry dans Luna fatale.
Mafioso, c'est un lieutenant de Vito Cortizone. Aussi vaniteux que stupide, il a un tic de langage, consistant à ponctuer les conversations par « rhôôôô », qui lui vaut les moqueries de ses collègues. Après l'arrestation de Cortizone, il devient un repenti.
Son nom est une dédicace des auteurs à Raoul Cauvin, scénariste emblématique des éditions Dupuis, créateur des Tuniques bleues ou de l'Agent 212.

### Capuccino
Le Père Capuccino est créé par Fournier en 1976 dans L'Ankou.

Le Père Capuccino est un magicien spécialiste de l'hypnose.

### Caténaire
Caténaire est l'ancien chef de gare de Champignac-en-Cambrousse, et un inventeur autodidacte. Il est le créateur de Cyanure, un dangereux cyborg à apparence de femme, qui échappe à son contrôle. Il apparaît en 1985 dans l'album Qui arrêtera Cyanure ? Son nom et son apparence rappellent le chanteur et humoriste Richard Gotainer.

### Le comte de Champignac
Pacôme Hégésippe Adélard Ladislas, comte de Champignac, est créé par Franquin en 1951 dans Il y a un sorcier à Champignac.
Pacôme de Champignac est un aristocrate excentrique, inventeur de génie et mycologue, allié fréquent de Spirou et Fantasio. Il est l'un des personnages secondaires les plus récurrents et peut même être considéré comme l'un des héros de la série.

### Aurélien de Champignac
Aurélien de Champignac, créé par Tome et Janry, est le neveu et sosie du comte Pacôme de Champignac. Il apparaît dans L'Horloger de la comète et dans Le Réveil du Z.

Scientifique de génie comme son oncle, il vient du futur grâce à une machine à remonter le temps de son invention, et entraîne Spirou et Fantasio dans le passé, puis dans l'avenir. À la fin de L'Horloger de la comète intervient également la version contemporaine d'Aurélien, qui est alors un enfant turbulent. Dans les deux albums où il apparaît, Aurélien de Champignac est accompagné de son animal domestique, le Snouffelaire.

### Commissaire Chevelu
Le Commissaire Chevelu est créé par Franquin en 1954 dans La Mauvaise Tête.

Le Commissaire Chevelu est un policier antipathique qui enquête sur des vols de bijoux.

### Alphonse Choukroune
Alphonse Choukroune est créé par Émile Bravo en 2008 dans Le Journal d'un ingénu.

Alphonse Choukroune est un célèbre champion de boxe. Il est l'amant de la couturière Caroline Delastre

### Clem
Clem est créé par Franquin en 1959 dans Tembo Tabou.

Clem est un trafiquant d'or à la solde de Matuvu.

### Colibri
Personnage créé par Franquin en 1948 dans Les Plans du robot.

Colibri est l'homme de main d'un gangster qui cherche à récupérer les plans de Radar, le robot.

### Le Colonel
Le Colonel est créé par Fournier en 1975 dans Du cidre pour les étoiles.

Le Colonel est le chef d'une bande d'espions à la poursuite des ksoriens. Il commande à Féodorros et Ivanias.

### Luna Cortizone
Luna Cortizone est créée par Tome et Janry dans Luna fatale. 
Fille unique de Vito Cortizone et orpheline de mère, elle incarne la femme fatale, belle, séductrice et dangereuse. Intelligente, observatrice, téméraire, fantasme de nombreux mafiosi, c'est un personnage ambivalent, capable à la fois de désapprouver les méthodes de truand de son père et de l'aider à les mettre en œuvre, d'être une jeune femme romantique et une tueuse de sang froid. Elle sauve la vie de Spirou, pour qui elle a développé des sentiments, et marque l'histoire de la série en étant la première femme à embrasser le héros. 
Elle apparaît dans la série télévisée d'animation Spirou et Fantasio, dans laquelle elle est actrice de cinéma. Dans l'histoire Destins contrariés de Yoann et Fabien Vehlmann, dans l'album Les folles aventures de Spirou, elle est lieutenant de gendarmerie à Triffou-les-bains et supérieure hiérarchique du brigadier Fantasio, ce dernier étant amoureux d'elle.

### Vito Cortizone
Vito Cortizone est créé par Tome et Janry et apparaît pour la première fois dans Spirou à New York.
Archétype du parrain mafieux, Don Vito Cortizone est le boss de la mafia sicilienne de New York et une référence appuyée, tant au niveau de son nom que de son apparence physique, à Vito Corleone, le personnage interprété par Marlon Brando dans Le Parrain. Personnage grandiloquent, fourbe et cupide, il poursuit deux buts : d'une part gagner de l'argent, d'autre part combattre ses ennemis jurés, les triades chinoises. Il adore échafauder des plans machiavéliques qu'il finit par faire lamentablement échouer par maladresse ou à cause d'une malchance incroyable, conséquence d'un envoûtement lancé par ses rivaux chinois et qui lui vaut le déplaisant sobriquet de « Vito la déveine ». Ses expressions favorites sont « machiavelico » et « maledizione ». 
Dans Spirou à New York, il tente d'utiliser Spirou et Fantasio comme « porte-bonheur » pour pallier le mauvais sort qui le poursuit dans sa guerre sans merci contre le Mandarin, le dirigeant de la pègre de Chinatown. Déchu et devenu un aventurier, on le retrouve naufragé sur un atoll désert dans Vito la Déveine, puis emprisonné à Champignac dans Le Rayon noir. Dans Luna fatale, dernier épisode signé Tome et Janry où il apparaît, il est réinstallé dans son rôle de Capo de Little Italy. Yoann et Vehlmann le remettent ensuite en scène à la fin de l'histoire Dans les griffes de la Vipère ainsi que dans Le Groom de Sniper Alley.

### Juan Corto Dos Orejas Y Rabo
Juan Corto Dos Orejas Y Rabo est créé par Franquin en 1955 dans Les Pirates du silence. Son nom signifie "les deux oreilles et la queue", soit une référence à la pratique tauromachique qui consiste à couper les oreilles et la queue du taureau après sa mise à mort.

Juan Corto Dos Orejas Y Rabo est un bandit vivant à Incognito-City qu'il tentera de dévaliser à l'aide d'un gaz soporifique extorqué au Comte de Champignac..

### Giovanni Cottine
Giovanni Cottine est créé par Fournier en 1973 dans Le Gri-gri du Niokolo-Koba.

Giovanni Cottine est un gangster qui vit à Rome. Il prend la place de Gilbert Dubois pour subtiliser le gri-gri à Spirou et Fantasio.

### Content
M. Content est créé par Franquin en 1955 dans La Quick super.

M. R. Content est le directeur du garage Quick. Par le passé, il était dompteur d'éléphants au cirque Zabaglione et se faisait appeler Contentini.

### Coubas
Coubas est créé par Rob Vel en 1942 dans Spirou et la Puce.

M. Coubas est le président du club sporting « Le Ring ». Il engage la Puce comme boxeur.

### Coutsan
Personnage créé par Franquin en 1950 dans Mystère à la frontière.

L'Inspecteur Coutsan est chargé d'une enquête de trafic de stupéfiants à la frontière.

### Cyanure
Personnage créé par Tome et Janry en 1983 dans Qui arrêtera Cyanure ?. Cyborg criminelle ayant une apparence de femme. Elle a été créée par un chef de gare nommé Caténaire. Elle est réapparue plusieurs fois dans la série animée, et est l'antagoniste principale dans les jeux vidéo Spirou (1995) et Spirou : La Panique mécanique (2000),[réf. souhaitée].

## D

### Caroline Delastre
Caroline Delastre est créée par Émile Bravo en 2008 dans Le Journal d'un ingénu.

Caroline Delastre est une couturière de renom. Elle est la maîtresse de Choukroune, le champion de boxe.

### Dewilde
Dewilde est créé par Émile Bravo en 2008 dans Le Journal d'un ingénu.

Dewilde est le réceptionniste du Moustic Hôtel. Il est un peu le protecteur de Spirou.

### Douglas
Douglas est créé par Greg et Franquin en 1961 dans Le Prisonnier du Bouddha.

Douglas est un agent secret britannique.

### Gilbert Dubois
Gilbert Dubois est créé par Fournier en 1973 dans Le Gri-gri du Niokolo-Koba.

Gilbert Dubois est steward d'avion de ligne. Il est assommé par Giovanni Cottine qui prend sa place dans l'avion.

### Célestin Dupilon
Dupilon est créé par Franquin en 1960 dans Le Voyageur du Mésozoïque.

Dupilon est un alcoolique qui vit à Champignac-en-Cambrousse, se distinguant par son ivrognerie. Dans sa première apparition, dans Le Voyageur du Mésozoïque, il est représenté coiffé d'un canotier et vêtu avec une certaine élégance démodée. Il est cependant déjà affublé d'un nez rouge d'alcoolique, et se montre sujet à des hallucinations visuelles. Au fil des albums, Dupilon perd son élégance pour apparaître vêtu d'un imperméable fripé et d'un chapeau mou : d'une ivrognerie de plus en plus marquée, il est dépeint la plupart du temps comme saoul et incapable de percevoir avec lucidité ce qui se passe autour de lui.
 
Dans Les Petits Formats de Franquin, Dupilon est décrit comme « le pharmacien » de Champignac (mais dans L'Ombre du Z, le pharmacien est Léon). Dans d'autres albums il est également présenté en tant que vétérinaire à la retraite.

### Duplumier
Personnage créé par Franquin en 1951 dans Il y a un sorcier à Champignac.

Monsieur Duplumier est un fonctionnaire municipal de Champignac-en-Cambrousse. Collaborateur méticuleux du Maire de Champignac, il est son interlocuteur privilégié. Il se montre discret, timide et effacé, et souvent dépassé par les évènements extraordinaires qui secouent la commune. Il est par ailleurs victime d'un gag récurrent dans la série : souhaitant posséder un véhicule, il s'offre régulièrement une mobylette ou une voiture qui sont rapidement détruites ou rendues inopérantes dans des circonstances comiques.

### Dupoil
Dupoil est créé par Franquin en 1956 dans Le gorille a bonne mine.

M. Dupoil est un taxidermiste de Bruxelles.

## E

### Empereur de Lilipanga
Personnage créé par Franquin en 1949 dans Spirou chez les pygmées.

L'Empereur de Lilipanga est un Européen qui vit ordinairement non loin de chez Spirou et qui possède un léopard apprivoisé.

### Entresol
Entresol est créé par Rob-Vel en 1938 dans Groom au Moustic-Hôtel. Il est le liftier du Moustic-Hôtel, et aussi, le supérieur hiérarchique du jeune Spirou, dont il fait son souffre-douleur. 
Entresol réapparaît dans la série de Spirou d'Émile Bravo dans Le Journal d'un ingénu et Spirou ou l'espoir malgré tout. À la suite du bombardement de Bruxelles par les Allemands, une bombe géante est tombée dans le Moustic-Hôtel sans exploser. Pétri d'arrogance, Entresol désire prouver à son employeur qu'il est capable de désamorcer l'engin sans le faire exploser. Il meurt après avoir donné un coup de pied sur la bombe, causant également la destruction du Moustic-Hôtel.
Il fait brièvement une autre apparition dans Le Groom vert-de-gris.

### Esther
Esther est créée par Franquin en 1952 dans Spirou et les héritiers.

Esther est la tante de Fantasio. Elle a une fille, Séraphine.

## F

### Fantasio
Fantasio est créé par Jean Doisy en 1943 dans la rubrique « Le Fureteur » dans Le Journal de Spirou et graphiquement par Jijé.

Fantasio est l'ami de toujours à la fantaisie souvent débridée. Il est d'abord présenté comme journaliste, comme un inventeur ou encore photographe. Curieusement, Fantasio devient au contraire un modèle de sérieux à la limite de l'austérité quand, dans son rôle de cadre chez Dupuis, il se trouve en présence de Gaston Lagaffe.

### Farfalla
Le prince Farfalla, premier ministre du Maquebasta, est créé par Franquin en 1966 dans QRN sur Bretzelburg.

Le prince Farfalla n'est autre que le général Schmetterling déguisé. Il abuse les dirigeants des deux états voisins pour s'enrichir avec l'aide de son complice le docteur. À noter qu’en italien farfalla signifie papillon, mot qui se traduit en allemand par Schmetterling.

### Féodorros
Féodorros est créé par Fournier en 1975 dans Du cidre pour les étoiles

Féodorros est un espion à la poursuite des ksoriens.

### Miss Flanner
Miss Flanner est créée en 2004 par Morvan et Munuera dans Paris-sous-Seine.

Scientifique de génie, ancienne condisciple du comte de Champignac et de Zorglub (qui ont tous deux été amoureux d'elle), Miss Flanner est atteinte d'une maladie incurable et utilise ses inventions pour assouvir d'étranges caprices avant de mourir. Elle apparaît dans Paris-sous-Seine et Aux sources du Z.

### Flashback
Flashback est créé par Franquin en 1964 dans Les Petits Formats.

Flashback est un photographe qui a inventé un appareil qui prend des clichés en trois dimensions.

### Frank
Frank est créé par Tome et Janry en 1984 dans Virus

Frank est l'homme de main du patron de Farmarm, une industrie pharmaceutique qui veut étouffer une sombre affaire de virus en arctique. Il est appelé « La Gomina » par son comparse.

### Frankie Le Faucheux
Frankie Le Faucheux est créé par Franquin en 1958 dans La Foire aux gangsters.

Frankie Le Faucheux est un boxeur de foire.

### Freddy
Freddy est créé par Fournier en 1976 dans L'Ankou.

Freddy est l'un des deux gangsters qui veulent mettre la main sur le thyrinium 2000.

## G

### Gaspar
Gaspar est créé par Franquin en 1946 dans L'Héritage.

Le concierge de la résidence Les Hiboux dont Spirou a hérité de son oncle.

### Gaston Lagaffe
Collègue de bureau de Fantasio, Gaston fait des apparitions dans certains albums de Franquin. Il tient un rôle central dans l'histoire Bravo les Brothers (publiée dans l'album Panade à Champignac), qui se déroule davantage dans son univers que dans celui de Spirou. Il est également la source de gags dans les histoires La Foire aux gangsters (présente dans l'album Le Nid des marsupilamis) et Panade à Champignac (album homonyme), et fait de brèves apparitions dans Le Voyageur du Mésozoïque et Vacances sans histoires (album Le gorille a bonne mine). Gaston partage avec Spirou et Fantasio la vedette de l'album hors-série Les Robinsons du rail.

### Gélule
Le docteur Gélule est créé par Franquin et Greg en 1961 dans Z comme Zorglub.

Le docteur Gélule est un médecin qui officie dans la clinique qui accueille Fantasio après un accident de voiture.

### Ghislaine
Ghislaine est créée par Nic Broca et Raoul Cauvin en 1982 dans La Boîte noire.

Ghislaine est une secrétaire du journal de Spirou.

### Gisèle
Gisèle est créée par Émile Bravo en 2008 dans Le Journal d'un ingénu.

Gisèle est standardiste au Moustic Hôtel.

### Karl Von Glaubitz
Von Glaubitz est créé par Émile Bravo en 2008 dans Le Journal d'un ingénu.

Karl Von Glaubitz est un émissaire nazi chargé de négocier la paix avec les Polonais.

### Goliath
Goliath est créé par Franquin en 1952 dans Les Voleurs du marsupilami.

Goliath est le géant du cirque Zabaglione. Il revient dans une autre histoire de Franquin, La Quick super (album Les Pirates du silence) où il fait une brève apparition dans la foire où il se montre désormais.

### Grabuge
Grabuge est créé par Jean-Claude Fournier en 1969 dans Le Faiseur d'or.

Grabuge est le complice de Zantafio dans l'affaire du faiseur d'or.

### Gradnyc
Gradnyc est créé par Émile Bravo en 2008 dans Le Journal d'un ingénu.

Gradnyc est un diplomate polonais chargé de négocier la paix avec Von Glaubitz.

### Grave
M. Grave est créé par Franquin en 1950 dans Les Chapeaux noirs.

M. Grave est un entrepreneur de pompes funèbres de Tombstone qui accompagne Spirou et Fantasio dans leur voyage dans Ouest Américain.

### Gropoin
Gropoin est créé par Rob Vel en 1942 dans Spirou et la Puce.

Gropoin est le premier adversaire de la Puce sur le ring.

### Günther
Günther est créé par Émile Bravo en 2008 dans Le Journal d'un ingénu.

Günther est le chauffeur de Karl Von Glaubitz.

### Gustave
Personnage créé par Franquin en 1951 dans Il y a un sorcier à Champignac.

Gustave est un fermier de Champignac-en-Cambrousse.

### Gustave (2)
Gustave est créé par Émile Bravo en 2008 dans Le Journal d'un ingénu.

Gustave est un employé du Moustic Hôtel.

## H

### Xénophon Hamadryas
Xénophon Hamadryas est créé par Franquin en 1955 dans Le Repaire de la murène.

Xénophon Hamadryas est un riche armateur qui lance un concours de submersibles.

### Sirk Hamar
Sirk Hamar est un personnage créé par Fournier en 1978 dans Kodo le tyran.

Le docteur Sirk Hamar est le patron de l'O.M.S. pour l'Extrême-Orient. C'est un vieil ami du comte de Champignac.

### Hans
Hans est créé par Franquin en 1966 dans QRN sur Bretzelburg.

Hans est le jardinier du palais du roi du Bretzelburg.

### Hans Le Marin
Hans Le Marin est créé par Franquin en 1958 dans La Foire aux gangsters.

Hans Le Marin est un boxeur de foire.

### Harvey
Harvey est créé par Franquin en 1961 dans Le Prisonnier du Bouddha.

Harvey est un agent secret anglais.

### John Helena
John Helena est créé par Franquin en 1955 dans Le Repaire de la murène.

John Helena fut le capitaine du Discret un navire appartenant à Xénophon Hamadryas. Il prend le surnom de « Murène ». Dans Virus, son nom s'écrit avec des accents : Héléna. Trafiquant de drogue démasqué par Spirou dans Le Repaire de la murène, il s'évade dans Spirou et les hommes-bulles mais est repris. Dans Virus de Tome et Janry, il devient honnête.

### Helmout
Helmout est créé par Franquin en 1961 dans QRN sur Bretzelburg.

Helmout est un clandestin qui a fui le régime de Schmetterling au Bretzelburg.

### Henri
Henri est créé par Jean-Claude Fournier en 1969 dans Un Noël clandestin.

Henri est un petit garçon qui passe son Noël 1969 avec Spirou et Fantasio.

### Hercule
Personnage créé par Franquin en 1951 dans Il y a un sorcier à Champignac.

Hercule est un gangster du gang de Valentino qui s'empare du X1 de Champignac.

### Hermoso
Hermoso est créé par Franquin en 1954 dans Le Dictateur et le champignon.

Hermoso est le chef de la police secrète du général Zantas.

### Christian Hok
Christian Hok est créé par Fournier en 1973 dans Le Gri-gri du Niokolo-Koba.

Christian Hok est le directeur d'une entreprise de touring safari.

### Andreï Homèdsyne
Personnage créé par Tome et Janry en 1984 dans Virus.

C'est le médecin-chef de Mirnov-Skaya, une station polaire.

## I

### Ibn-Mah-Zoud
Ibn-Mah-Zoud est créé par Franquin en 1957 dans Vacances sans histoire. Ibn-Mah-Zoud est l’émir de Dubaï, roi du pétrole à la fortune colossale. Il est daltonien et a la réputation d’être le plus mauvais conducteur du monde. Il se marie à la Princesse Yasmine dans l’album Aux sources du Z.

### Nicolas Nicolaïevitch Inovskyev
Nicolas Nicolaïevitch Inovskyev est créé par Greg et Franquin en 1961 dans Le Prisonnier du Bouddha.

Le professeur Nicolas Nicolaïevitch Inovskyev est professeur à l'université de Vlakysgrad et grand ami du Comte de Champignac. Il a mis au point le générateur atomique gamma (G.A.G.), un appareil qui développe une onde capable de soulever n'importe quelle forme, entre autres.

### L'Inspecteur général de la mafia
L'Inspecteur général de la mafia est un personnage créé par Fournier en 1978 dans Kodo le tyran.

L'inspecteur général de la mafia pour l'Asie en a marre de son boulot. Il échange son rôle avec Fantasio pour se libérer de son fardeau.

### Isidore
Isidore est créé par Franquin en 1960 dans Le Voyageur du Mésozoïque.

Isidore est le facteur qui travaille dans le quartier ou résident Spirou et Fantasio.

### Ivanias
Ivanias est créé par Fournier en 1975 dans Du cidre pour les étoiles.

Ivanias est un espion à la poursuite des ksoriens. Il a les traits de François Walthéry, auteur de bande dessinées à qui l'on doit notamment les séries Natacha et Rubine.

## J

### Jack Le Géant
Personnage créé par Franquin en 1950 dans Les Chapeaux noirs.

Jack Le Géant est un bandit du Far-West qui sera arrêté par Spirou.

### Jean-Baptiste
Jean-Baptiste est créé par Jean-Claude Fournier en 1969 dans Un Noël clandestin.

Jean-Baptiste est l'ami de Henri, ensemble, ils passent son Noël 1969 avec Spirou et Fantasio.

### Jefferson
Jefferson est créé par Nic Broca et Raoul Cauvin en 1981 dans La Ceinture du grand froid.

Jefferson est un scientifique idéaliste qui auparavant œuvrait pour la destruction du monde.

### Jérôme
Jérôme est créé par Franquin et Greg en 1961 dans Z comme Zorglub.

Agent de police affecté à Champignac, il est enlevé par Zorglub dans Z comme Zorglub, et transformé en zorglhomme. Il sème la terreur dans la ville dans L'Ombre du Z. Une fois revenu dans son état normal, il reprend ses fonctions de policier. Il réapparaît, bien plus tard, dans Le Rayon noir. Il figure aussi dans la série Une aventure de Spirou et Fantasio par ..., dans l'épisode Le Tombeau des Champignac.

### Jo La Java
Jo La Java est créé par Franquin en 1958 dans La Foire aux gangsters.

Jo La Java est un boxeur de foire.

### José Luis
José Luis est créé par Émile Bravo en 2008 dans Le Journal d'un ingénu.

José Luis fait partie des AdS (Amis de Spirou). Il a fui la guerre en Espagne avec sa mère pour venir en Belgique.

### Jules
Jules est créé par André Franquin en 1962 dans L'Ombre du Z.

Jules est pompiste à Champignac-en-Camberousse.

### Julia
Tante Julia est créée par Tome et Janry en 2001 dans Une semaine de Spirou et Fantasio.

Une tante de Spirou.

### Julie
Madame Julie est créée par Franquin en 1966 dans QRN sur Bretzelburg.

Madame Julie est une voisine de Marcelin Switch.

### Julien
Julien est créé par Franquin en 1955 dans Les Pirates du silence.

Julien est un des domestiques de Juan Corto Dos Orejas Y Rabo.

## K

### Kalloway
Kalloway est créé par Nic Broca et Raoul Cauvin en 1981 dans La Ceinture du grand froid.

Le « commandant » Alexander et son adjoint Kalloway, deux mercenaires plutôt malchanceux, apparaissent dans les trois albums de Nic et Cauvin, La Ceinture du grand froid, La Boîte noire et Les Faiseurs de silence, dont ils sont les méchants principaux. Ils travaillent pour un chef mystérieux, dont on ne voit jamais le visage. Kalloway est victime à la fin du premier album d'un tir de torpilles malencontreux du sous-marin d'Alexander, mais il est inexplicablement le seul survivant apparent, alors que le reste de l'équipage qui l'accompagnait a été pulvérisé (selon Alexander et son employeur au début de La Boîte noire).

### Ka Pou Pé
Ka Pou Pé est créé par Jean-Claude Fournier en 1970 dans Du glucose pour Noémie.

Ka Pou Pé est une jeune japonaise romantique, fille de Ka Pou Yo.

### Ka Pou Poul
Ka Pou Poul est créé par Jean-Claude Fournier en 1970 dans Du glucose pour Noémie.

Ka Pou Poul est l'épouse joviale de Ka Pou Yo.

### Ka Pou Sin
Ka Pou Sin est créé par Jean-Claude Fournier en 1970 dans Du glucose pour Noémie.

Ka Pou Sin est le fils rêveur de Ka Pou Yo.

### Ka Pou Yo
Ka Pou Yo est créé par Jean-Claude Fournier en 1970 dans Du glucose pour Noémie.

Ka Pou Yo est un père de famille qui héberge Fantasio, perdu dans la campagne japonaise.

### Karl (1)
Karl est créé par Nic Broca et Raoul Cauvin en 1981 dans La Ceinture du grand froid.

Karl est un scientifique idéaliste qui auparavant œuvrait pour la destruction du monde.

### Karl (2)
Karl est créé par Franquin en 1966 dans QRN sur Bretzelburg.

C’est un des deux agents de la police secrète bretzelbourgeoise venus enlever Fantasio qu’ils ont pris par erreur pour Marcellin Switch.

### Al Kazar
Al Kazar est créé par Fournier en 1976 dans L'Ankou.

Al Kazar est un magicien spécialiste de la télépathie.

### Itoh Kata
Itoh Kata est créé par Jean-Claude Fournier en 1970 dans l'histoire Le Champignon nippon, présente dans l'album Le Faiseur d'or.

Itoh Kata, ami et collègue mycologue japonais du comte de Champignac, est également un grand illusionniste. Ce sont d'ailleurs ses talents de magicien qui sont ensuite mis en valeur, plutôt que son métier de scientifique. Il apparaît dans quatre albums de Fournier, Le Faiseur d'or (épisode Le Champignon nippon), Du glucose pour Noémie, Tora Torapa et L'Ankou. Morvan et Munuera le remettent en scène dans Spirou à Tokyo.

### Soto Kiki
Soto Kiki est créé par Franquin en 1958 dans La Foire aux gangsters.

Soto Kiki est le garde du corps d'un magnat du pétrole.

### Kilikil
Le docteur Kilikil est créé par Franquin en 1966 dans QRN sur Bretzelburg.

Le docteur Kilikil est un spécialiste de la torture psychologique. Il agit sur les nerfs de ses patients. Il est aussi excellent cuisinier.

### Koba Autorité
Koba Autorité est créé par Fournier en 1973 dans Le Gri-gri du Niokolo-Koba.

Koba Autorité est le surnom donné au conservateur en chef de la réserve du Niokolo-Koba.

### Basil de Koch
Personnage créé par Tome et Janry en 1984 dans Virus, son nom s'inspire du bacille de Koch.

P.D.G. de Farmarm-France, il envoie son homme de main pour étouffer une sombre affaire de virus dans le pôle. Il travaille également au ministère de la recherche. Notons qu'un homonyme portant également ce nom figure dans l'émission télévisée au début du Faiseur d'or. Leur physique montre qu'il s'agit de deux personnages différents.

### Jâtaka Kôdo
Jâtaka Kôdo est un personnage créé par Fournier en 1978 dans Kodo le tyran.

Le maréchal Jâtaka Kôdo est le chef d'État autoproclamé du Çatung.

### Yo Kua
Yo Kua est un personnage créé par Fournier en 1978 dans Kodo le tyran.

Yo Kua est un maquisard du Çatung.

### Kurt
Kurt est créé par Franquin en 1959 dans Tembo Tabou.

Kurt est un trafiquant d'or à la solde de Matuvu.

## L

### Leblond
Leblond est créé par Franquin en 1956 dans Le gorille a bonne mine.

Leblond est l'ingénieur d'une mine.

### Lebon
Lebon est créé par Franquin en 1956 dans Le gorille a bonne mine.

Lebon est l'ingénieur d'une mine.

### Georges Léopold
Georges Léopold est créé par Yves Chaland en 1982 dans Cœur d'acier.

Georges Léopold est la personne a qui était destiné Samson, le robot ménager.

### Octave Lejet
Octave Lejet est créé par Franquin en 1957 dans Fantasio et le siphon.

Octave Lejet est un vendeur porte-à-porte de siphon.

### Yves Lebrac
Yves Lebrac, de la Rédaction du journal Spirou, apparaît dans les deux récits repris dans l'album Panade à Champignac et dans La Colère du Marsupilami.

### Norbert Lingot
Norbert Lingot est créé par Fournier en 1975 dans Du cidre pour les étoiles.

Norbert Lingot est un fermier de Champignac qui produit du cidre.

### Harold W. Longplaying
Harold W. Longplaying est créé par Greg et Franquin en 1961 dans Le Prisonnier du Bouddha.

Harold W. Longplaying est un savant prisonnier dans un Bouddha de pierre.

### Madame Loriot
Madame Loriot est créée par Franquin en 1964 dans Les Petits Formats.
Madame Loriot habite Champignac-en-Cambrousse et possède un perroquet nommé Onésime.

### Louis
Ptit Louis est créé par Émile Bravo en 2008 dans Le Journal d'un ingénu.

Ptit Louis fait partie des AdS (Amis de Spirou).

### Louis (2)
Louis est créé par Fournier en 1973 dans Le Gri-gri du Niokolo-Koba.

Louis est un sénégalais en poste à Damantan.

### P'tit Louis
P'tit Louis est créé par Franquin en 1959 dans Tembo Tabou.

P'tit Louis est un trafiquant d'or à la solde de Matuvu.

### Luang
Luang est un personnage créé par Fournier en 1978 dans Kodo le tyran.

Luang est un rebelle çatungais.

### Lucien
Lucien est créé par Émile Bravo en 2008 dans Le Journal d'un ingénu.

Lucien fait partie des AdS (Amis de Spirou). C'est le fils d'un rexiste.

### Luis
Luis est créé par Franquin en 1955 dans Les Pirates du silence.

Luis est un des domestique de Juan Corto Dos Orejas Y Rabo.

## M

### Macbett
Macbett est créé par Yves Chaland en 1982 dans Cœur d'acier.

Macbett est un ancien collègue de primaire de Bosco et Fantasio. Il est devenu un criminel.

### John Madflying
John Madflying est un personnage créé par Fournier en 1978 dans Kodo le tyran.

John Madflying est un pilote d'avion porté sur la boisson.

### Mac Ravash
Mac Ravash est créé par Fournier en 1972 dans Tora Torapa.

Mac Ravash fait partie du Triangle. C'est un des deux adjoints de Papa Pop.

### Maire de Champignac
Le maire de Champignac est créé par Franquin en 1951 dans Il y a un sorcier à Champignac.
 
Son nom, rarement mentionné, est Gustave Labarbe. C'est est un personnage prétentieux et suffisant, spécialiste des discours ampoulés, remplis de métaphores et tournures étonnantes. Il est régulièrement confronté dans sa commune à des événements hors du commun, auxquels il est généralement incapable de faire face.

### Nétwa Makaré
Nétwa Makaré est créé par Fournier en 1973 dans Le Gri-gri du Niokolo-Koba.

Nétwa Makaré est le cousin de l'oncle de Sété Baragé. C'est un ancien braconnier reconverti en guide de réserve.

### Marcel
Marcel est créé par Nic Broca et Raoul Cauvin en 1982 dans La Boîte noire.

Marcel est un camionneur de Surtax Transport.

### Marcel (2)
Marcel est créé par Nic Broca et Raoul Cauvin en 1981 dans La Ceinture du grand froid.

Marcel est un matelot d'un chalutier qui porte secours à Spirou et Fantasio.

### Théodore Marburgstein
Personnage créé par Tome et Janry en 1984 dans Virus.

Ce virologue est le commandant de la station Isola Red.

### Marco (0)
Marco est créé par Franquin en 1955 dans Le Repaire de la murène.

Portant fine moustache, cheveux noirs abondants et frisés (à l'italienne) il intervient dès la planche 7 (pages 13 et 14 de l'album) au cours de la rixe qui l'oppose au marsupilami dans le parc du château de Champignac, seulement identifié par son chapeau. Sans être encore dénommé, mais infailliblement reconnu par le marsupilami, il apparaît formellement à la planche 11 et à la suivante (pages 22 et 23 de l'album). Impliqué dans plusieurs actions et bagarres au cours de la suite du récit, le personnage n'est désigné par son prénom qu'à la planche 30 (page 54 de l'album). Marco est le lieutenant de John Helena (« La Murène »).

### Marco (1)
Marco, est créé par Franquin en 1955 dans Le Repaire de la murène.

Cheveux bruns courts et coiffés en brosse, tempes et nuque rasées, de style germanique (ou prussien), sans moustache, il est le premier Marco désigné ainsi dans le récit, mais le second dans l'ordre d'apparition dans l'album (planche 21, strips 1 et 2 ; page 38 de l'album). Comparse du récit, Marco est le majordome de Xénophon Hamadryas, et aussi (à l'insu de ce dernier) un des sbires (ou complices) de John Helena, le capitaine du cargo Discret.

### Marco (2)
Marco est créé par Fournier en 1973 dans Le Gri-gri du Niokolo-Koba.

Marco est un malfaiteur, voleur et kidnappeur, complice et exécuteur des basses œuvres du Major Pluchon-Park.

### Adhémar des Mares-en-Thrombes
Le comte Adhémar des Mares-en-Thrombes est créé par Franquin en 1969 dans Panade à Champignac.

Le comte Adhémar des Mares-en-Thrombes est un ami du comte de Champignac et grand collectionneur de voitures.

### Marius
Marius est créé par Jijé en 1951 dans Spirou et les hommes-grenouilles.

Marius est un chauffeur de taxi.

### Marie-Rose
Marie-Rose est créé par Nic Broca et Raoul Cauvin en 1982 dans La Boîte noire.

Marie-Rose est la voisine de Fantasio et l'épouse de Robert.

### Le Marsupilami
Le Marsupilami est un marsupial ovipare imaginaire dont le cri est « houba houba » et doté d'une queue articulée et démesurément longue. Il est découvert en Palombie par Spirou et Fantasio. Son nom est issu de la contraction de marsupial et de Pilou, nom de l'animal de compagnie de Popeye.

Le Marsupilami est créé par Franquin en 1952 dans Spirou et les héritiers. Il figure ensuite dans tous les albums réalisés par son créateur Franquin, dont il partage la vedette avec Spirou et Fantasio. Il disparaît de la série après le départ de Franquin. Ce dernier est en effet le propriétaire des droits du personnage, auquel il souhaite être le seul à donner vie. Fournier, successeur de Franquin, n'est autorisé à l'utiliser que dans sa première histoire, Le Faiseur d'or, où le personnage est d'ailleurs dessiné par Franquin. Mais le personnage disparait dès l'album suivant, sans aucune explication. Ce n'est qu'en 2013 que Dupuis récupère les droits du marsupilami, et réintroduit donc le personnage dans l'univers, mais en tentant de justifier son absence. Ainsi, il fait sa réapparition dans la dernière planche de l'album Le Groom de Sniper Alley, puis tient à nouveau un rôle central dans La Colère du Marsupilami.

### Martin
Personnage créé par Franquin en 1952 dans Spirou et les Héritiers.
Pilote de course automobile, Martin est le premier pilote (et instructeur de pilotage) de la firme Turbot. Avec son équipier Roulebille, il participe à la construction et à la mise au point de la Turbotraction, motorisée par une turbine à gaz, et voiture emblématique de la série.

### Martin l'archéologue
Personnage créé par Yoann et Vehlmann dans Les Géants pétrifiés.
Ami du comte de Champignac, le Pr Martin est un archéologue apparemment sérieux et rationnel, qui affecte de mépriser les légendes et le paranormal. En réalité, le quotidien de son métier l'ennuie et il ne rêve que de partir à l'aventure et de découvrir les antiques civilisations auxquelles il prétend ne pas croire. Il réapparaît dans Le Groom de Sniper Alley. 

### Matteo
Matteo est un personnage créé par Fournier en 1978 dans Kodo le tyran.

Matteo est un chef de la mafia qui travaille avec Jataka Kôdo.

### Matuvu
Matuvu est créé par Franquin en 1959 dans Tembo Tabou.

Matuvu est le chef de gang d'un trafic d'or.

### Ptit Maurice
Ptit Maurice est créé par Franquin en 1948 dans Spirou sur le ring.

Ptit Maurice fait partie des AdS (Amis de Spirou). Franquin s'inspire de Morris, le dessinateur de Lucky Luke pour créer ce personnage.

### Max
Max-le-Borgne est créé par Franquin en 1948 dans Spirou sur le ring.

Max-le-Borgne est un clochard, ancien boxeur, qui fera office d'arbitre lors du match en Spirou et Poildur. Il devient le professeur de boxe de la salle que Spirou et Poildur ouvre avec la recette du match.

### Paul Mercury
Paul Mercury est créé par Jean-Claude Fournier en 1969 dans Le Faiseur d'or.

Paul Mercury est un journaliste qui participe à un débat sur le livre de Nicolas Flamel.

### Mildiou
M. Mildiou (père Mildiou) est créé par André Franquin en 1954 dans La Mauvaise Tête.
Mildiou est un cultivateur ou un fermier qui recueille Spirou qui vient de faire une chute vertigineuse dans un ravin.

### Alphonse Minet
Alphonse Minet est créé par Franquin en 1955 dans Les Pirates du silence.

Alphonse Minet vit à Incognito-City et offre l'hospitalité à Spirou et Fantasio. Vieux célibataire aimant le bricolage électronique (radioamateur ?) et la compagnie des animaux, il héberge une dizaine de chats.

### Jojo Mollet
Jojo Mollet créé par Franquin en 1952 dans Les Voleurs du marsupilami.

Garçon d’une dizaine d’années, Jojo est le fils de Valentin et Valentine Mollet

### Valentin Mollet
Valentin Mollet créé par Franquin en 1952 dans Les Voleurs du marsupilami.

Valentin Mollet est le voleur du marsupilami et est aussi le centre avant du Magnana Football Club.

### Valentine Mollet
Valentine Mollet créée par Franquin en 1952 dans Les Voleurs du marsupilami.

Valentine Mollet est l'épouse de Valentin.

### Mordicus
Personnage créé par André Franquin en 1952 dans Spirou et les Héritiers.
Mordicus est le notaire chargé de la succession de l'oncle Tanzafio.

### Mansa Moussa
Mansa Moussa est créé par Fournier en 1973 dans Le Gri-gri du Niokolo-Koba.

Mansa Moussa est un féticheur qui vit au Sénégal. C'est l'oncle de Tuté Tougouré.

## N

### Narcisse
Personnage créé par Franquin en 1951 dans Il y a un sorcier à Champignac.

Narcisse est un gangster du gang de Valentino.

### Jim Nastic
Jim Nastic est créé par Rob Vel en 1942 dans Spirou et la Puce.

Jim Nastic est la vedette du premier combat de boxe de la Puce. Il sera mis au tapis dans sa loge par inadvertance par le champion de Spirou.

### Nasty
Nasty est créé par Tome et Janry en 1983 dans Aventure en Australie

Nasty est un bandit à la solde de Sam.

### Nestor
Nestor est créé par Franquin en 1948 dans Spirou sur le ring.

Nestor est un copain de Ptit Maurice.

### Ninon
Ninon est créée par Yoann et Fabien Vehlmann en 2013 dans Dans les griffes de la Vipère.

Ninon est une jeune lectrice du journal de Spirou qui aide Spirou à échapper à la Vipère en transmettant les messages à Fantasio. Dans La Colère du Marsupilami, elle devient stagiaire au sein de la rédaction et accompagne Spirou au carnaval de Champignac.

### Noé
Noé est créé par André Franquin en 1965 dans Bravo les Brothers. Il apparaît aussi dans la série consacrée au Marsupilami. 
Noé est un garçon timide et effacé, plutôt misanthrope, mais un artiste de cirque capable de dresser n'importe quel animal. Dans ce domaine, son chef-d'œuvre est le numéro qu'il a conçu avec trois chimpanzés, les Brothers.

### Noël
Noël, ou le Petit Noël, est créé par André Franquin en 1961 dans Le Prisonnier du Bouddha.
Enfant au caractère doux et mélancolique coiffé la plupart du temps d'un bonnet à pompon, Noël est un antihéros sur lequel la planète entière semble s'acharner. Il s'occupe notamment des commissions pour le maire de Champignac. 
À la période des fêtes, il est d'abord le personnage central de récits mettant en scène des personnages un peu fantastiques qui le soutiennent, avant de devenir le compagnon de jeux du Marsupilami, puis d'une étrange machine nommée l'Élaoin Sdretu, dont le nom est constitué des premières touches d'un clavier de linotype. 
Il fait de la figuration dans la série Spirou et Fantasio, par exemple dans Le Prisonnier du Bouddha ou Panade à Champignac. 
Par ailleurs, dans l'album L'homme qui ne voulait pas mourir, apparaît un enfant prénommé Jonas, qui lui ressemble beaucoup.

### Norbert
Norbert est créé par Franquin en 1952 dans Les Voleurs du marsupilami.

Norbert est l'homme le plus fort de la Terre. Il vient présenter son numéro à Zabaglione.

### Numéro 2
Numéro 2 est créé par Jean-Claude Fournier en 1970 dans Du glucose pour Noémie.

Numéro 2 est un des chefs du Triangle en Europe.

### Numéro 2 (2)
Numéro 2 est créé par Jean-Claude Fournier en 1972 dans Tora Torapa.

Numéro 2, appelé également le Commissaire est un des deux adjoints de Papa Pop (l’autre étant Mac Ravash). C’est un homme de très petite taille et extrèmement laid, à tel point que le lecteur ne voient jamais son visage

### Numéro 3
Numéro 3 est créé par Jean-Claude Fournier en 1970 dans Du glucose pour Noémie.

Numéro 3 est un des chefs du Triangle au Japon.

### Numéro 5
Numéro 5 est créé par Fournier en 1971 dans L'Abbaye truquée.

Numéro 5 est un membre de l'organisation criminelle Le Triangle. Il est au service de Charles Atan dans l'abbaye de Peigneboeufs-les-Choux.

### Numéro 6
Numéro 6 est créé par Jean-Claude Fournier en 1970 dans Du glucose pour Noémie.

Numéro 6 est un agent du Triangle.

### Numéro 6 (2)
Numéro 6 est créé par Fournier en 1971 dans L'Abbaye truquée.

Numéro 6 est un membre de l'organisation criminelle Le Triangle. Il est au service de Charles Atan dans l'abbaye de Peigneboeufs-les-Choux.

### Numéro 7
Numéro 7 est créé par Fournier en 1971 dans L'Abbaye truquée.

Numéro 7 est un membre de l'organisation criminelle Le Triangle. Il est au service de Charles Atan dans l'abbaye de Peigneboeufs-les-Choux.

### Numéro 7 (2)
Numéro 7 est créé par Jean-Claude Fournier en 1970 dans Du glucose pour Noémie.

Numéro 7 est un agent du Triangle.

### Numéro 8
Numéro 8 est créé par Fournier en 1971 dans L'Abbaye truquée.

Numéro 8 est un membre de l'organisation criminelle Le Triangle. Il est au service de Charles Atan dans l'abbaye de Peigneboeufs-les-Choux.

### Numéro 9
Numéro 9 est créé par Fournier en 1971 dans L'Abbaye truquée.

Numéro 9 est un membre de l'organisation criminelle Le Triangle. Il est au service de Charles Atan dans l'abbaye de Peigneboeufs-les-Choux.

### Numéro 10
Numéro 10 est créé par Fournier en 1971 dans L'Abbaye truquée.

Numéro 10 est un membre de l'organisation criminelle Le Triangle. Il est au service de Charles Atan dans l'abbaye de Peigneboeufs-les-Choux.

### Numéro 11
Numéro 11 est créé par Jean-Claude Fournier en 1970 dans Du glucose pour Noémie.

Numéro 11 est un agent du Triangle.

### Numéro 12
Numéro 12 est créé par Fournier en 1971 dans L'Abbaye truquée.

Numéro 12 est un membre de l'organisation criminelle Le Triangle. Il est au service de Charles Atan dans l'abbaye de Peigneboeufs-les-Choux.

### Numéro 13
Numéro 13 est créé par Fournier en 1971 dans L'Abbaye truquée.

Numéro 13 est un membre de l'organisation criminelle Le Triangle. Il est au service de Charles Atan dans l'abbaye de Peigneboeufs-les-Choux.

### Numéro 13 (2)
Numéro 13 est créé par Fournier en 1972 dans Tora Torapa.

Numéro 13 est un membre de l'organisation criminelle Le Triangle. Il enlève Zorglub pour l'amener à Tora Torapa.

### Numéro 14
Numéro 14 est créé par Jean-Claude Fournier en 1970 dans Du glucose pour Noémie.

Numéro 14 est un agent du Triangle.

### Numéro 18
Numéro 18 est créé par Jean-Claude Fournier en 1970 dans Du glucose pour Noémie.

Numéro 18 est un agent du Triangle en Europe.

### Numéro 2534
Numéro 2534 est créé par Fournier en 1972 dans Tora Torapa.

Numéro 2534 est un membre de l'organisation criminelle Le Triangle. Il participe à l'enlèvement de Zorglub pour l'amener à Tora Torapa.

### Numéro 2535
Numéro 2535 est créé par Fournier en 1972 dans Tora Torapa.

Numéro 2535 est un membre de l'organisation criminelle Le Triangle. Il participe à l'enlèvement de Zorglub pour l'amener à Tora Torapa.

### Numéro 2536
Numéro 2536 est créé par Fournier en 1972 dans Tora Torapa.

Numéro 2536 est un membre de l'organisation criminelle Le Triangle. Il participe à l'enlèvement de Zorglub pour l'amener à Tora Torapa.

### Numéro 3525
Numéro 3525 est créé par Fournier en 1972 dans Tora Torapa.

Numéro 3525 est un membre de l'organisation criminelle Le Triangle. Il participe à l'enlèvement de Zorglub pour l'amener à Tora Torapa.

## O

### Odette
Odette est créée par Émile Bravo en 2008 dans Le Journal d'un ingénu.

Odette est femme de chambre au Moustic Hôtel.

### Odette (2)
Odette est créée par Fournier en 1972 dans Tora Torapa.

Odette est une hôtesse de l'air de la compagnie Bavous Overseas Airways Flagada.

### Ororéa
Ororéa est créée par Fournier en 1972 dans Tora Torapa.

Ororéa est une jeune journaliste d'origine polynésienne pleine de fougue. Originaire de l'île du même nom, elle aide Spirou et Fantasio à déjouer les plans de Zantafio. Elle accompagne ensuite les héros dans deux autres albums, Le Gri-gri du Niokolo-Koba et L'Ankou, puis fait une brève apparition à la toute fin de l'album Des haricots partout. Fantasio en est quelque peu amoureux. Fournier explique plus tard l'avoir créée pour remplacer Seccotine — qu'il n'aimait pas et considérait comme une « emmerdeuse » — par « un personnage féminin en meilleure adéquation avec [ses] goûts personnels ».

### Oscar
Personnage créé par Franquin en 1948 dans Spirou sur le ring.

Oscar est le comparse de Poildur.

### Ostrowsky
Ostrowsky est créé par Émile Bravo en 2008 dans Le Journal d'un ingénu.

Ostrowsky est un diplomate polonais chargé de négocier la paix avec Von Glaubitz.

### Herbert d'Oups
Herbert d'Oups est créé par André Franquin en 1958 dans Spirou et les Hommes-bulles.

Pour lui, « le silence est d'or », mais cet or fait beaucoup trop de bruit.

### Coralie d'Oups
Korallie d'Oups est créée par Sophie Guerrive, Benjamin Abitan et Olivier Schwartz en 2022 dans La mort de Spirou.
Fille d'Herbert d'Oups, elle reprend la direction de Korallion la ville bulle pour en faire un centre touristique (Tome 56) aidé du génie de Zorglub et de la terrible intelligence artificielle Cyanure (Tome 57).

## P

### Palpet
Le docteur Palpet est créé par Franquin en 1966 dans QRN sur Bretzelburg.
Le docteur Palpet, vétérinaire, dirige un clinique dans laquelle est temporairement retenu le marsupilami.

### Otto Paparapap
Otto Paparapap est créé par Franquin en 1969 dans Panade à Champignac.

Otto Paparapap est un ex-zorglhomme nostalgique qui souhaiterait que Zorglub retrouve son ambition de devenir maître du monde

### Papillon
Monsieur Papillon est créé par Rob Vel en 1938 dans La Naissance de Spirou.

Monsieur Papillon est le directeur du Moustic Hôtel au début des aventures de Spirou.

### Pickels
Le Colonel Pickels est créé par Jijé en 1946 dans Fantasio et le Fantôme.
Le Colonel Pickels est le premier client de l'agence de détective « Detecta » de Fantasio.

### Arthur Pinçon
Arthur Pinçon est créé par André Franquin en 1949 dans Spirou chez les Pygmées.
Arthur Pinçon est le concierge de l'immeuble où habite Spirou au début de ses aventures.

### Hortense Pinçon
Hortense Pinçon est créée par André Franquin en 1949 dans Spirou chez les Pygmées.
Hortense Pinçon est la concierge de l'immeuble où habite Spirou au début de ses aventures.

### Tsao Yoc Ping
Tsao Yoc Ping est créé par André Franquin en 1954 dans La Mauvaise Tête.
Tsao Yoc Ping est un voleur engagé par Zantafio.

### Pluchon-Park
Le major Pluchon-Park est créé par Fournier en 1973 dans Le Gri-gri du Niokolo-Koba.

Le major Pluchon-Park est un viel habitué de la réserve du Niokolo-Koba.

### Ptih Pô
Ptih Pô est un personnage créé par Fournier en 1978 dans Kodo le tyran.

Ptih Pô est un soldat de l'armée du Çatung.

### Poildur
Personnage créé par André Franquin en 1948 dans Spirou sur le ring.
Poildur est un jeune voyou que Spirou va affronter sur le ring.

### Potuak
Potuak est un personnage créé par Fournier en 1978 dans Kodo le tyran.

Potuak est un rebelle au régime du Çatung.

### Prabang
Prabang est un personnage créé par Fournier en 1978 dans Kodo le tyran.

Prabang est un soldat çatungais qui collabore avec les maquisards. Il se sert de son pigeon apprivoisé pour correspondre avec eux.

### Léon Prunelle
Léon Prunelle, de la Rédaction du journal Spirou, apparaît dans les deux récits repris dans l'album Panade à Champignac et dans La Colère du Marsupilami. Son  célèbre juron est également entendu dans le court récit Le Faussaire, que l'on peut trouver dans l'album La Jeunesse de Spirou. Un hommage lui est également rendu au début de l'album de Lapinot, L'Accélérateur atomique.

### La princesse présidente du Maquebasta
La Princesse Présidente du Maquebasta est créée par Andre Franquin en 1966 dans QRN sur Bretzelburg.
La Princesse Présidente du Maquebasta dirige l'état voisin et ennemi du Bretzelburg.

### La Puce
La Puce est créée par Rob Vel en 1942 dans Spirou et la Puce.
La Puce est un colosse africain dont Spirou deviendra le manager pour en faire un champion de boxe.

## R

### Radar
Radar le robot est créé par Franquin en 1948 dans Radar le robot.

Radar est un robot pouvant ressentir des émotions, fabriqué par le professeur Samovar.

### Du Randubois
M. Du Randubois est créé par Franquin en 1956 dans Le Nid des Marsupilamis.

M. Du Randubois est un organisateur de conférences.

### Rascasse
L'inspecteur Rascasse est créé par Franquin en 1964 dans Spirou et les Hommes-bulles.

L'inspecteur Rascasse enquête sur l'évasion de John Héléna.

### Ravioli
Ravioli est créé par Jijé en 1949 dans Comme une mouche au plafond.

Ravioli est le directeur du plus grand cirque in the world.

### Renaldo
Renaldo est créé par Fournier en 1971 dans L'Abbaye truquée.

Renaldo est un membre de l'organisation criminelle Le Triangle. Il est au service de Charles Atan.

### Retrosatanas
Le docteur Retrosatanas est créé par Jean-Claude Fournier en 1969 dans Le Faiseur d'or.

Retrosatanas est un docteur en sciences occultes qui participe à un débat sur le livre de Nicolas Flamel.

### Robert
Robert est créé par Émile Bravo en 2008 dans Le Journal d'un ingénu.

Robert fait partie des AdS (Amis de Spirou). Ses parents sont communistes.

### Robert (2)
Robert est créé par Nic Broca et Raoul Cauvin en 1982 dans La Boîte noire.

Robert est le voisin de Fantasio.

### Roi des Wakukus
Le Roi des Wakukus est créé par Franquin en 1953 dans La Corne de rhinocéros.

Le Roi des Wakukus est un ami de Martin. Il a caché les plans de la Turbotraction dans la corne d'un rhinocéros.

### Roulebille
Personnage créé par André Franquin en 1952 dans Spirou et les Héritiers.

Roulebille est pilote chez Turbot. Avec Martin, il construit la Turbotraction, voiture emblématique de la série au centre de l'histoire La Corne de rhinocéros. Il fait également une courte apparition dans Vacances sans histoires et apparait dans quelques cases de Aux sources du Z, récit succédant à la fin de La Corne de rhinocéros.

### Roz
Roz est créé par Fournier en 1975 dans Du cidre pour les étoiles.

Roz est un des trois ksoriens, venus d'une lointaine galaxie pour faire un en stage de mycologie chez le comte de Champignac.

## S

### Sam
Personnage créé par Tome et Janry en 1983 dans Aventure en Australie

Sam est un bandit vivant à Albuh Mine, ville minière vivant de l'extraction d'opale, qui s'enrichit en rançonnant les prospecteurs. Il est le principal ennemi de Spirou et Fantasio dans Aventure en Australie. Il opère sous le couvert d'une entreprise de terrassement et cherchera à faire disparaître le Comte de Champignac. Il sera ensuite tué par la chute d'une bouteille de nitroglycérine.

### Samovar
Personnage créé par Franquin en 1948 dans Radar le robot

Le professeur Samovar est un savant fou qui veut mettre le feu à l'atmosphère. C'est aussi l'inventeur du robot Radar. Il apparaît en tant qu'antagoniste dans Radar le robot, et en tant que victime des événements dans la suite, intitulée Les Plans du robot. Il fait également une figuration dans la dernière case de Comme une mouche au plafond, court récit disponible dans l'album Les Chapeaux noirs et apparaît également dans l'album Le Groom vert-de-gris où il lutte contre les Nazis.

### Samson
Samson est créé par Yves Chaland en 1982 dans Cœur d'acier.

Samson est un robot que Spirou reçoit par la poste.

### Ava Savati
Ava Savati est un personnage créé par Fournier en 1978 dans Kodo le tyran.

Ava Savati est un des chefs des maquisards du Çatung qui projettent de renverser le dictateur Kodo.

### Schmetterling
Le général Schmetterling est créé par André Franquin en 1966 dans QRN sur Bretzelburg.

Le général Schmetterling dirige le Bretzelburg en maintenant le roi dans un état dépressif. Il estime que les guerres sont faites pour s'enrichir.

### Schnockbul
Schnockbul est créé par Fournier en 1967 dans la série Bizu.

Schnockbul est le compagnon de Bizu. Ils rencontrent Spirou et Fantasio en visite dans la forêt de Brocéliande.

### Schwarz
Schwarz est créé par André Franquin en 1954 dans Le Dictateur et le champignon.

Schwarz est un ami savant de Champignac. On le retrouve avec ses amis scientifiques dans Le Voyageur du Mésozoïque et Le Groom de Sniper Alley. Il a également un rôle important dans le deuxième tome de la série Champignac : Le Patient A. Enfin, il apparait brièvement dans le troisième tome : Quelques atomes de carbone.

### Seccotine
Seccotine est créée par André Franquin en 1953 dans La Corne de rhinocéros.

Rivale mais amie de Fantasio, cette journaliste incarne le charme et l'intelligence. C'est aussi un véritable « pot-de-colle » ! Dans le premier épisode où elle apparaît, La Corne du rhinocéros, Spirou et Fantasio n'arrivent pas à s'en débarrasser. D'ailleurs, son nom, Seccotine, est celui d'une colle puissante, spécialement employée en reliure.

### Séraphine
Séraphine est créé par André Franquin en 1952 dans Spirou et les Héritiers.

Séraphine est la cousine de Fantasio et de Zantafio.

### Sergeïev
Sergeïev a est créé par Tome et Janry en 1984 dans Virus.

Sergeïev est le commandant de Mirnov-Skaya, une station sur le pôle.

### Le Shérif de Tombstone
Personnage créé par Franquin en 1950 dans Les Chapeaux noirs.

Le Shérif de Tombstone engage Spirou et Fantasio comme shérifs adjoints.

### Les Frères Smith
Les Frères Smith sont créés par Franquin en 1950 dans Les Chapeaux noirs.

Les Frères Smith sont deux bandits qui attaquent la diligence dans laquelle voyagent Spirou et Fantasio.

### le Snouffelaire
Il apparaît pour la première fois en 1986 dans L'horloger de la comète, puis dans sa suite Le réveil du Z.

Cette étrange créature, compagnon d'Aurélien de Champignac, aux allures de tapir et au nez en forme d'aspirateur, est capable d'ingérer n'importe quoi ; il éjecte ensuite les éléments non comestibles dans des bulles via l'arrière-train.

### Alfred Solfatare
Le docteur Alfred Solfatare est créé par André Franquin en 1964 dans Les Petits Formats.

Le docteur A. Solfatare, anthropologue, habite à Champignac-en-Cambrousse. Il a percé le mystère des jivaros réducteurs de tête.

### Alexandre Specimen
Alexandre Specimen est créé par André Franquin en 1957 dans Le Voyageur du Mésozoïque.

Représentant du Musée d’Histoire Naturelle, Alexandre Specimen espère récupérer le squelette du dinosaure une fois que l’armée aura mis celui-ci hors d’état de nuire.

### Spip
Spip est créé par Rob Vel en 1939 dans Le Repaire de Sosthène Silly.

Spip est l'écureuil de Spirou, compagnon muet qui n'en pense pas moins.

### Spirou
Spirou est créé par Rob Vel en 1938 dans La Naissance de Spirou.

Spirou est d'abord groom, il devient ensuite journaliste et à l'occasion, conférencier.

### Spirou, l'oncle
Oncle Spirou est créé par Franquin en 1946 dans L'Héritage.

Oncle Spirou est l'oncle de Spirou. C'était un chasseur colonial. Il fera hériter son neveu de tous ses biens.

### Sprtschk
Sprtschk est créé par André Franquin en 1960 dans Le Voyageur du Mésozoïque.

Sprtschk est un savant atomiste, ami de Champignac. Fait exceptionnel, il connaît une fin tragique en étant accidentellement avalé tout cru par le dinosaure, alors qu’il venait de mettre au point les plans d’une super bombe à hydrogène.
Il réapparaîtra dans Panique en Atlantique de Lewis Trondheim et Fabrice Parme faisant office de préquel à l'album de sa première apparition. Il est également présent dans Le Patient A, le tome 2 de la série Champignac où il dirige un programme de recherche nazi visant à créer une superbombe.

### Kassandra Stahl
Kassandra Stahl est créé par Émile Bravo en 2008 dans Le Journal d'un ingénu.

Kassandra est le premier amour de Spirou. Elle est polonaise et membre du NKVD, les services secrets soviétiques.

### Chop Suey
Chop Suey est un personnage créé par Fournier en 1978 dans Kodo le tyran.

Chop Suey est le bras droit de Jataka Kôdo.

### Marcelin Switch
Marcelin Switch est créé par Franquin en 1961 dans QRN sur Bretzelburg.

Marcelin Switch est un radio-amateur pas spécialement courageux. Il communique par radio avec le roi du Bretzelburg.

## T

### Phong Tahor
Phong Tahor est un personnage créé par Fournier en 1978 dans Kodo le tyran.

Phong Tahor est un soldat çatungais.

### Tanzafio
Tanzafio est l'oncle de Fantasio et de Zantafio. Évoqué — sans que son nom soit cité — dans Spirou et les Héritiers de Franquin (1951), il apparaît dans L'Homme qui ne voulait pas mourir (2005), de Morvan et Munuera.

### Tapapu
Tapapu est créé par Fournier en 1972 dans Tora Torapa.

Tapapu est un pècheur sur l'île Papa Lapavu.

### Yapa Tataï
Yapa Tataï est un personnage créé par Fournier en 1978 dans Kodo le tyran.

Yapa Tataï est un maquisard du Çatung.

### Bernard Tatou
Bernard Tatou est créé par André Franquin en 1954 dans La Mauvaise Tête.

Bernard Tatou est un éminent égyptologue qui se fait dérober un masque d'or massif par un faux Fantasio.

### Temerson
Temerson est créé par Jijé en 1946 dans Fantasio et le Fantôme.

Temerson est le majordome du Colonel Pickels.

### Thirstywell
Thirstywell est créé par Franquin en 1959 dans Tembo Tabou.

Thirstywell est un écrivain américain enlevé par le gang de Matuvu.

### Toothbrush
Toothbrush est créé par Franquin en 1953 dans La Corne de rhinocéros.

Toothbrush est un gangster qui cherche à mettre la main sur les plans de la Turbotraction.

### Titus
Titus est créé par Franquin en 1959 dans Tembo Tabou.

Titus est un homme de main de Matuvu. Il est le jardinier chargé de l’entretien des plantes carnivores — un poste qu’il n’aurait jamais dû accepter, selon ses propres dires.

### Topico
Topico est créé par Franquin en 1959 dans Tembo Tabou.

Topico est un trafiquant d'or à la solde de Matuvu.

### Gustave Toupoil
Gustave Toupoil est créé par André Franquin en 1962 dans L'Ombre du Z.

Gustave Toupoil est taxidermiste à Champignac-en-Cambrousse.

### Nadja Tovaritch
Personnage créé par Tome et Janry en 1984 dans Virus.

Elle guide Spirou et Fantasio jusqu'à Isola Red.

### Trang
Trang est un personnage créé par Fournier en 1978 dans Kodo le tyran.

Trang est un maquisard du Çatung.

### Trinitro
Trinitro est créé par Franquin en 1966 dans QRN sur Bretzelburg.

Trinitro est un clandestin qui a fui le régime de Schmetterling au Bretzelburg (ou plutôt celui de Farfalla au Maquebasta). Trinitro est un grand amateur d’explosifs un peu maladroit qui répare les clous de ses chaussures avec des bâtons de dynamite. Son nom évoque le trinitrotoluène, explosif plus connu sous ses initiales TNT.

### Tuté Tougouré
Tuté Tougouré est créé par Fournier en 1973 dans Le Gri-gri du Niokolo-Koba.

Tuté Tougouré est fonctionnaire de l'UNESCO d'origine sénégalaise. Son oncle est Mansa Moussa, le féticheur.

### Tuxedo
Tuxedo est créé par Tome et Janry en 1982 dans La Menace.

Tuxedo est le chien des voisins de Spirou.

## V

### Valentino
Personnage créé par Franquin en 1951 dans Il y a un sorcier à Champignac.

Valentino est le chef d'une bande de gangsters.

### Vassilij
Personnage créé par Tome et Janry en 1984 dans Virus.

Il s'agit d'une phoque domestiqué par Sergeïev.

### Verdegri
Personnage créé par Rob-Vel, qui l'emploie dans deux histoires. Groom de l'hôtel Le Cafard Dédoré, concurrent du Moustic Hôtel, il est l'ennemi de Spirou dont il tente de détourner les clients.

### Nikita Vlalarlev
Personnage créé par Tome et Janry dans Spirou à Moscou. 

Nikita Vlalarlev est un comte russe (dont la famille a acheté un titre de noblesse aux tzars) qui est l'âme damnée de Zantafio dans Spirou à Moscou. Le personnage réapparaît dans L'homme qui ne voulait pas mourir, accompagné d'un autre personnage russe nommé Volodine (qui n'apparaît pas explicitement dans Spirou à Moscou, bien qu'un des gangsters anonymes de Zantafio lui ressemblât physiquement). Cependant cela crée une erreur de continuité puisque Nikita apparaissait noyé dans la Moskova à la fin de Spirou à Moscou.

### Marcel Volène
Personnage créé par Tome et Janry en 1984 dans Virus.

Ce journaliste s'est infiltré parmi les agresseurs de Spirou et Fantasio. Il travaille au mensuel L'Action.

### Von Schnabbel
Personnage créé par Tome et Janry en 1991 dans Vito la Déveine

Pilote allemand aux commandes d'un hydravion réquisitionné par Don Vito Cortizone. Il tentera d'extorquer de l'argent à ce dernier avant que celui-ci ne l'éjecte de l'appareil. Il réapparaîtra néanmoins plus tard dans un piteux état.

## W

### Pedar Wakh
Pedar Wakh est un personnage créé par Fournier en 1978 dans Kodo le tyran.

Pedar Wakh est un rebelle du Çatung

### Wellwell
Wellwell est créé par Franquin en 1946 dans L'Héritage.

M. Wellwell vit à Mababi en Afrique. C'est un vieil ami de l'oncle de Spirou. Il a un gorille à son service.

## Z

### Zabaglione
Zabaglione est créé par André Franquin en 1952 dans Les Voleurs du marsupilami.

Zabaglione est le propriétaire du cirque du même nom. Il est aussi dompteur et c'est lui qui a volé le marsupilami, qui plus tard, sera libéré par Spirou et Fantasio. Zabaglione réapparaît brièvement dans une histoire courte de Fournier, Joyeuses Pâques, papa ! puis, beaucoup plus tard, dans la série Marsupilami (albums Mars le noir, C'est quoi ce cirque!? et Tous en piste). Dans Les Voleurs du marsupilami, le patron du cirque est secondé par son directeur du personnel — un nain hystérique — et par un géant nommé Goliath, qui lui sert d'homme de main. Le nom est inspiré de la famille Bouglione.

### Zantafio
Zantafio est créé par André Franquin en 1952 dans Spirou et les héritiers.

Zantafio est le cousin peu scrupuleux de Fantasio. Il est l'un des principaux méchants de la série. D'abord dépeint comme un simple arriviste sans scrupules, il se révèle ensuite être un malfaiteur extrêmement dangereux.

Il a pris d'autres noms comme « Général Zantas », « Michel », « Papa Pop » le numéro 1 du Triangle, ou encore « Prince Tanaziof »

### Zénobe
Zénobe est créé par André Franquin en 1955 dans Le Repaire de la murène.

Zénobe est le facteur de Champignac-en-Cambrousse.

### Zorglub
Zorglub est créé par André Franquin et Greg en 1961 dans Z comme Zorglub.

Zorglub est un savant mégalomane, ancien camarade d'études du Comte de Champignac. D'abord dépeint comme un dangereux mégalomane, Zorglub se révèle ensuite ne pas être un vrai « méchant ». En effet, contrairement à Zantafio, Zorglub est davantage animé du désir d'être admiré que de celui de nuire. S'il se révèle ensuite plutôt sentimental, il se montre souvent peu scrupuleux dans ses projets et son inconscience provoque régulièrement des catastrophes.

### Zwart
Le Docteur Zwart est créé par André Franquin en 1956 dans Le gorille a bonne mine.

Le Docteur Zwart est un scientifique qui a renoncé à la civilisation pour vivre dans la brousse congolaise. Il exploite une mine d'or clandestine avec l'aide des ingénieurs Lebon et Leblond.